# Loïc Feudjou
Maxime Loïc Feudjou Nguegang (* 14. April 1992 in Douala, Kamerun) ist ein kamerunischer Fußballtorwart.

## Karriere

### Verein
Feudjou begann seine Karriere im Jahr 2010 bei dem kamerunischen Drittligisten Botafogo aus Buea. Im Dezember 2011 wechselte er zu Cotonsport Garoua. Berichten zufolge war der englische Club FC Reading 2012 an einer Verpflichtung Feudjous interessiert, ein Wechsel kam jedoch nicht zustande. 2013 wurde er mit Cotonsport kamerunischer Meister und 2014 Pokalsieger.
Im November 2014 wechselte Feudjou zu al-Hilal Khartum aus der sudanesischen Hauptstadt Khartum. Mit diesem Club gewann er 2016 und 2017 die sudanesische Meisterschaft und 2016 den Pokal. Nach einem Jahr in Saudi-Arabien bei Al-Orobah FC kehrte er 2019 in seine Heimat zu Union Douala zurück.

### Nationalmannschaft
Am 29. Mai 2014 gab Feudjou bei der 1:2-Niederlage gegen Paraguay sein Debüt in der kamerunischen Nationalmannschaft. Wenige Tage danach wurde er als dritter Torhüter in das Aufgebot Kameruns für die Fußball-Weltmeisterschaft 2014 in Brasilien berufen. Während des Turniers wurde er jedoch nicht eingesetzt.